# Jargon
Als Jargon [ʒarˈɡɔŋ oder ʒarˈgõ] (französisch jargon, eigentlich und ursprünglich wohl wortmalend = unverständliches Gemurmel, auch: Vogelgezwitscher) – auch Slang [slɛŋ oder slæŋ] (englisch, Herkunft ungeklärt) – wird eine nicht standardisierte Sprachvarietät, eine Sondersprache oder ein nicht standardisierter Wortschatz bezeichnet, der in einer beruflich, gesellschaftlich, politisch oder kulturell abgegrenzten Menschengruppe, einem bestimmten sozialen Milieu oder einer Subkultur („Szene“) verwendet wird.

## Herkunft
Jargon bezeichnet einen (nicht allgemein verständlichen) sondersprachlichen Wortschatz bestimmter sozialer Schichten oder Berufsgruppen. Die Bezeichnung wurde im 18. Jahrhundert aus der französischen Sprache ins Deutsche übernommen. Das französische jargon bedeutete ursprünglich „Kauderwelsch“, „unverständliches Gemurmel“ und gehört zu einer Gruppe von Wörtern onomatopoetischen Ursprungs, die ein gurgelndes, schmatzendes Geräusch bezeichnen (vgl. französisch gargote „billiges Restaurant“, „Kneipe“; von französisch gargoter „schlürfend und schmatzend fressen und saufen“) Dieses Wort ist im Französischen seit etwa 1270 belegt und leitet sich von einer Wurzel *garg- ab, die die Gurgel (den Rachen, Schlund) bzw. deren Leistung bezeichnet: Sprachlaute.
Der Begriff Slang wurde für eine „nachlässige Umgangssprache“ in der ersten Hälfte des 19. Jahrhunderts von englisch slang „Berufs-“, „Sondersprache“, „familiäre, lässige und zu Neuerungen neigende Sprechweise“ übernommen. Zunächst bezog er sich nur auf die englische Sprache (insbesondere in London), dann auch auf das amerikanische Englisch und im 20. Jahrhundert wurde er auch auf deutsche Formen der Umgangssprache bezogen. Als Terminus der Sprachwissenschaft stellt er eine Bezeichnung für „Sondersprache“ oder „Soziolekt“ dar. Im Jahre 1893 fand das Wort erstmals Eingang in den Rechtschreibduden.

## Bedeutung und Abgrenzung
Der Jargon ist als Umgangssprache eine Sondersprache (Soziolekt), die der (häufig vereinfachten) Kommunikation innerhalb der Anwendergruppe sowie der Abgrenzung nach außen und somit der Identitätsbildung dienen kann. Als Berufs- und Spezialistensprache wird sie auch Fachjargon genannt.
Der Fachjargon beschreibt die spezielle Berufswelt treffend und konkret, ist jedoch nicht standardisiert. Er darf deshalb nicht mit einer standardisierten Fachsprache verwechselt werden. Der Fachjargon ist aber effizient und klar: er vermag zu differenzieren und zu pointieren.
Der Szenejargon zieht Gruppengrenzen, indem er eine Art „Sprachkomplizenschaft“ herstellt. Durch die Anwendung eines speziellen Jargons, beispielsweise der Jugendsprache, die sich von der Sprache der Älteren abgrenzt, entsteht eine eigene Identität. Die Sprecher als Schöpfer und Besitzer ihrer Sprache üben damit gleichsam eine Macht in der Gemeinschaft aus, die zwischen Zugehörigen und Fremden unterscheidet. Die Gruppe schafft Ausdrücke, die eine besondere Wirklichkeitserfahrung widerspiegeln. Der Jargon gliedert diese in die Identität und die Kultur der Gruppe ein.
Man unterscheidet unter anderem:
- Gruppensprachen (Soziolekt): Computerspieler-Jargon[6], Drogenjargon, Gefängnissprache, Graffiti-Jargon, Hip-Hop-Jargon[7], Jugendsprache, Netzjargon, Rotwelsch, Sprache Kanaans, Schülersprache, Studentensprache, Argot (ursprünglich Bettler- und Gaunersprache des mittelalterlichen Frankreich)
- Berufssprachen: Bergmannssprache, Druckersprache, Jägersprache, Juristendeutsch, Seemannssprache, Soldatensprache, Verwaltungssprache, Laborjargon
- Fachsprachen: Verwaltungssprache, Sportsprache, Wissenschaftssprache, Sprache von Computerexperten.
- Bildungsjargon

Ein Jargon kann von anderen Sprachvariationen, wie Vulgärsprache oder Register, dadurch abgegrenzt werden, dass diese Variationen keine typische Sprache einer bestimmten Gruppe ist.
Manchmal entwickelt sich aus einem Jargon eine Pidginsprache.
In den Neurowissenschaften wird als Jargon ebenfalls eine für Außenstehende unverständliche Sprachproduktion verstanden, d. h. bestimmte Wörter werden durch andere ersetzt, ohne dass deren Bedeutung klar wird (siehe auch Paraphasie).